# Barnebya harleyi
Barnebya harleyi är en tvåhjärtbladig växtart som beskrevs av W.R. Anderson och B. Gates. Barnebya harleyi ingår i släktet Barnebya och familjen Malpighiaceae. Inga underarter finns listade i Catalogue of Life.